# フクシマ50

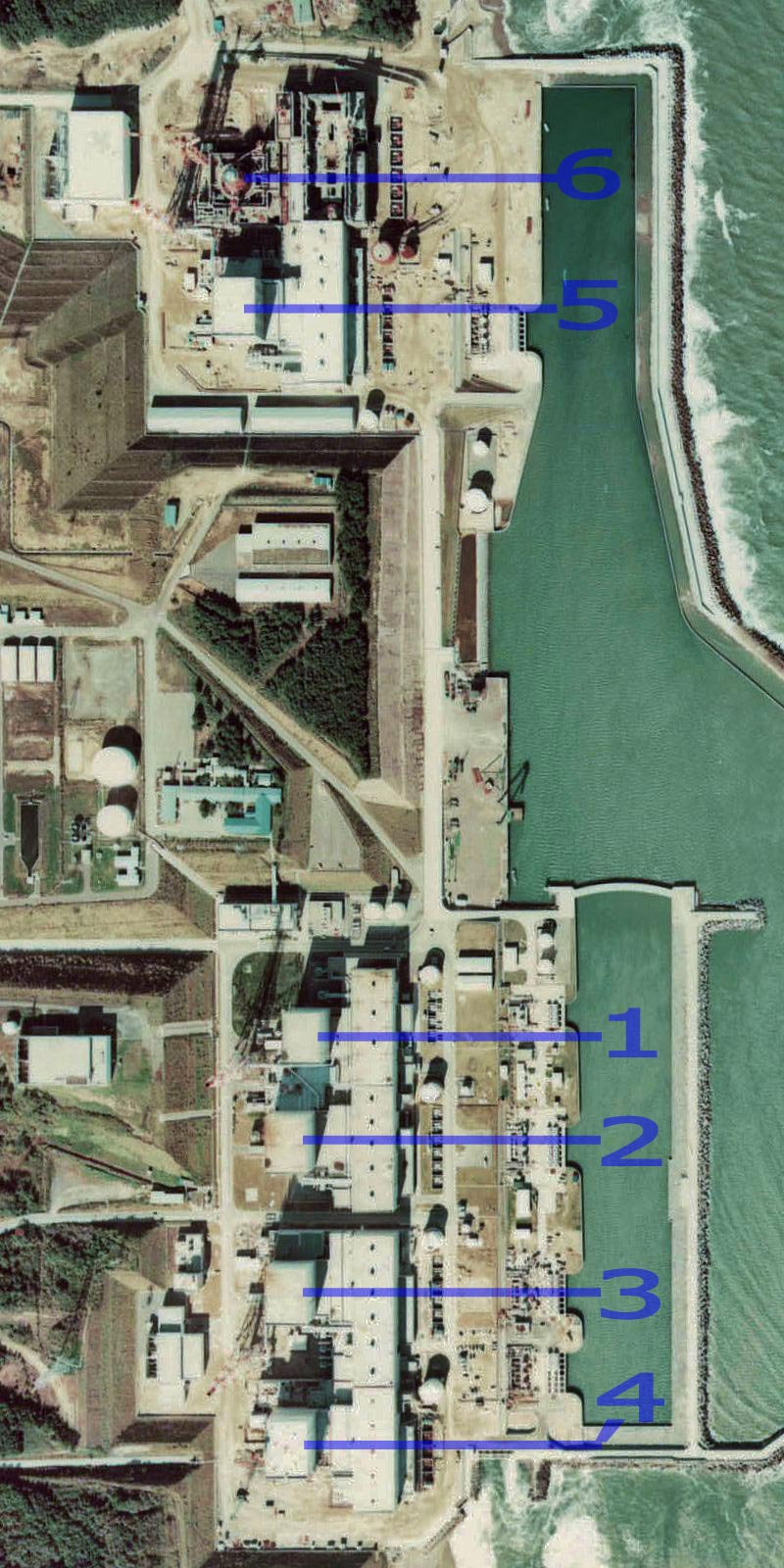
福島第一原子力発電所の衛星写真。フクシマ50は6基の原子炉に立ち向かう。

フクシマ50（フクシマフィフティ、英語: Fukushima 50）は、2011年（平成23年）3月11日に発生した東北地方太平洋沖地震の際に福島第一原子力発電所の対応業務に従事していた人員のうち、同発電所の事故が発生した後も残った約50名の作業員に対し欧米など日本国外のメディアが与えた呼称。人数はその後変動し、2016年4月で平日1日あたり5790人ほどが作業に当たっている。

## 概要
2011年3月11日、東北地方太平洋沖地震の後に発生した津波によって福島第一原子力発電所の原子炉の冷却機能が停止し、それらの復旧作業や応急処置のために同発電所には社員を含め約800人の従業員が従事していた。しかし、懸命の復旧作業にもかかわらず、原子炉1号機の水素爆発など度重なる原子炉爆発事故が発生し、遂に3月15日には、原子炉4号機の爆発と火災が発生。この4号機の爆発は使用済み核燃料プールに保管していた「使用済み核燃料」が建屋（たてや）上層にあり、爆発によってそれが露出した可能性があることと、放射性物質が飛散した可能性があるため、これらの危険回避の為に人員約750人は東京電力の指示によって避難した。しかし、約50人が現地にとどまり、福島第一原子力発電所の被害を食い止めることに尽力した。これを日本国外メディアが彼らを地名と人数を合わせた「Fukushima 50」の呼称で呼び始めた。
しかし16日朝、検出された放射線の高さから健康への影響が懸念され、彼らは短い時間一時的に避難しなければならなくなった。彼らが現場に戻ったとき、新たに130人以上が加わり、当初の約50人に加え総数は約180人になったと報告された。3月18日には柏崎刈羽原子力発電所や送電線敷設要員も加わり、総勢580人の体制になった。彼らの中には東京電力やその子会社の東電工業や東電環境エンジニアリングなど東京電力協力企業の社員、また東芝や日立製作所の社員なども加わっている。3月21日までに、東芝は横浜市磯子の技術センターで700人の原発事故対応チームを組織、そのうち100人を福島の2ヶ所の原発に派遣し、日立も1000人規模の対応チームを組織、120人を現場に送った。
人数は増えていったものの、「Fukushima 50」の名前はそのままメディアで使われ、彼らを総称する言葉となった。アメリカのABC放送が原発事故においての対応として、たいていの場合は高齢者で生殖可能年齢を超えた者が対応に当たることが多いことから後日はそのような対応が行われたのではないかとの憶測を報じたが、事故当初はとにかく現場の技術者が対応せざるを得ない状態にあり事故拡大および被爆の度合いが予想不可能の状態での作業であった。
彼らの活動には、爆発によってもたらされた損害と放射線濃度の測定も含まれており、海水で損傷した原子炉を冷却し、火災の危険を除くことに取り組んだ。彼らは、放射線汚染を受けるリスクを承知で現場にとどまった。放射線汚染の危険レベルは非常に高く、半径20kmの避難地域が指定され、またメディアはこの厳しい状況が将来、彼らの健康に重大な悪影響を及ぼしうること、また場合によっては死にも至りうることを指摘した。

## フクシマ50の実像
フクシマ50の情報は、東京電力によって氏名や所属会社を含む一切の情報の開示が拒絶されている。
ウォール・ストリート・ジャーナルの取材によると、フクシマ50の一人が、危険手当など一切の特別報酬なしに、被曝の危険と隣り合わせになりながら職務にあたっていることが明らかになった。

## 作業員数
核研究家のエリック・ホール博士によると、このような原発事故の場合、放射線に曝された影響が生きている間に表面化するのを避ける意味でも、年配で子供を持たない作業員が作業に当たることが望ましいとしている。しかし実際は、被曝した関電工の社員は20代や30代であったり、現場で作業に当たる大阪市消防局の消防吏員の中には、先輩消防吏員の息子と同じ年齢の消防吏員もいるなど、若い人材が危険な現場で作業に当たっているという事実も各メディアで報道されている。
| 団体名                    | 現場 作業 員数 | 日付         | 内容                                | 参考 文献 | |
| ------------------------- | -------------- | ------------ | ----------------------------------- | --------- | --- |
| 東芝                      | 100            |              | 電源復旧、 海水汲み上げポンプの設置 | [ 15 ]    | 東芝は「技術力、責任感のある選抜チーム」（広報室）、磯子技術センターの700人の核専門技術者と本社の150人の支援スタッフからなる支援チームを結成。                                               |
| 日立製作所                | 120            | 3月24日      |                                     | [ 15 ]    | 電気系統技術者 |
| IHI                       | 30             | 3月24日      | 2号機注水作業補助                   | [ 15 ]    | |
| 警視庁機動隊              | 10             | 3月17日      | 3号機放水作業                       | [ 16 ]    | 第一機動隊に配備されている高圧放水車を使用。 |
| 東京消防庁                | 139            | 3月19日      | 放水・注水作業                      | [ 18 ]    | 2011年3月19日時点で139人の隊員（そのうち119人がハイパーレスキュー隊）が作業を行う。 |
| 大阪市消防局              | 53             | 3月19 - 22日 | 放水・注水作業、 消防隊の除染       | [ 19 ]    | 東京消防庁の支援 |
| 横浜市消防局              | 67             | 3月22 - 24日 | 放水・注水作業                      | [ 20 ]    | 大阪市消防局からの引き継ぎ |
| 川崎市消防局              | 36             | 3月24 - 26日 | 放水・注水作業                      | [ 21 ]    | 横浜市消防局からの引き継ぎ、3号機に放水 |
| 名古屋市消防局            | 34             | 3月26 - 28日 | 放水・注水作業                      | [ 22 ]    | 川崎市消防局からの引き継ぎ、消防隊の一人は「派遣されると聞いて妻は泣いた。断ることもできたが、代わりに若い隊員が行くのはどうかと思い、決心した。無事任務を果たして帰ってくる」と語っている。 |
| 京都市消防局              | 40             | 3月29 - 30日 | 放水・注水作業                      | [ 23 ]    | 核や生物化学兵器による事故の対処に長けている隊員を選抜。 |
| 自衛隊                    |                |              | 放水・注水作業、 上空からの現場撮影 | [ 24 ]    | まったく原発の装置が機能していなかったことから、ヘリコプター2機を使用し、放水を試みる。米海軍と協力し、純水を提供・放水を行う。                                                              |
| 東京電力                  | 330            | 3月23日      |                                     | [ 25 ]    | |
| 関電工                    | 200            | 3月24日      |                                     | [ 13 ]    | 東京電力の補助 |
| 東電工業                  | 未定           |              |                                     |           | 東京電力の補助 |
| 東京環境 エンジニアリング | 未定           |              |                                     |           | 東京電力の補助 |
| 東京電力 協力企業         | 224            | 3月23日      |                                     | [ 25 ]    | 東京電力と契約を結んでいる企業。 |

## 状況

### 作業環境
作業員は発電所の放射線汚染から守られた避難場所で寝食を交替でしていると報じられている。避難場所は平均的なリビングルームぐらいの広さであると、アメリカのABCニュースは報じている。

### 放射線
原子力発電所での作業における国際的な放射線被曝限界は5年間平均で年20ミリシーベルトであり、1年あたり50ミリシーベルトを越えてはならない。しかしアメリカ合衆国環境保護庁は緊急時に対処する要員は「高い財産を保護するため」100ミリシーベルト、「多くの人々の生命を助け保護するため」250ミリシーベルトまでを許容している。
日本では、事故に直面した際の最大許容量を1年で100ミリシーベルトとしていた。しかし2011年3月15日、厚生労働省は福島第一原子力発電所の状況を鑑みて、これを250ミリシーベルトまで引き上げた。
発電所の作業員たちは放射線に対して万全の体制で臨まなければならず、突発的で予想されなかった放射線量の増加にも備えなければならない。2011年3月15日朝、1時間あたり1000ミリシーベルトが検出された瞬間には、作業員たちは一時退避しなければならなかった。これは事故を通じて最大の測定値だった。
1日に250ミリシーベルトの放射線を浴びた場合、状況によっては即座に兆候が現れる場合がある。吐き気や食欲不振の症状から、骨髄、リンパ節および脾臓へのダメージである。一般的に、1 - 3シーベルトのレベルではより大きな影響が現れ、回復が難しくなる可能性がある。3シーベルトを超えると影響は深刻となり、皮膚の剥離や出血、生殖障害などが現れ、治療が施されなければ最悪の場合、死に至る場合もある。また、5シーベルト以上なら、治療を施しても確実に死に至る。

## 爆発
15日第4原子炉で爆発と火災が起こった際に、フクシマ50は現場にいた。そこでは彼らに状況がはっきり知らされなかったため、どの程度の放射線が放出されたのか判然とせず、またパニック発生を恐れた日本政府がこれに対し緘口令を敷く可能性があるかもしれないとの混乱があった。

## メディアや政府の反応
メディアは、現場に残った従業員たちの勇気を讃え、彼らをヒーローと紹介し、“Fukushima 50”の名が知れ渡った。フランスの国際ニュース・チャンネルFrance 24は、彼らを“Japan's faceless heroes”（日本の顔が知れない英雄たち）と紹介した。イギリスの新聞ガーディアンは、“Other nuclear power employees, as well as the wider population, can only look on in admiration”（他の原子力発電所に従事する者たちは、他の多くの人々と同様に、強い賞賛をもって見ていることしかできない）と書いた。ドイツのニュースサイトは、彼らの献身を四十七士にたとえている。中国語のニュースサイトは彼らを“福島50死士”と名づけた。
2011年9月7日にスペイン皇太子賞（アストゥリアス皇太子賞）の受賞が発表され、同年10月22日に同賞平和部門を警察、消防、自衛隊の現場指揮官ら計5人が代表として受賞した。